# Московское коммерческое училище

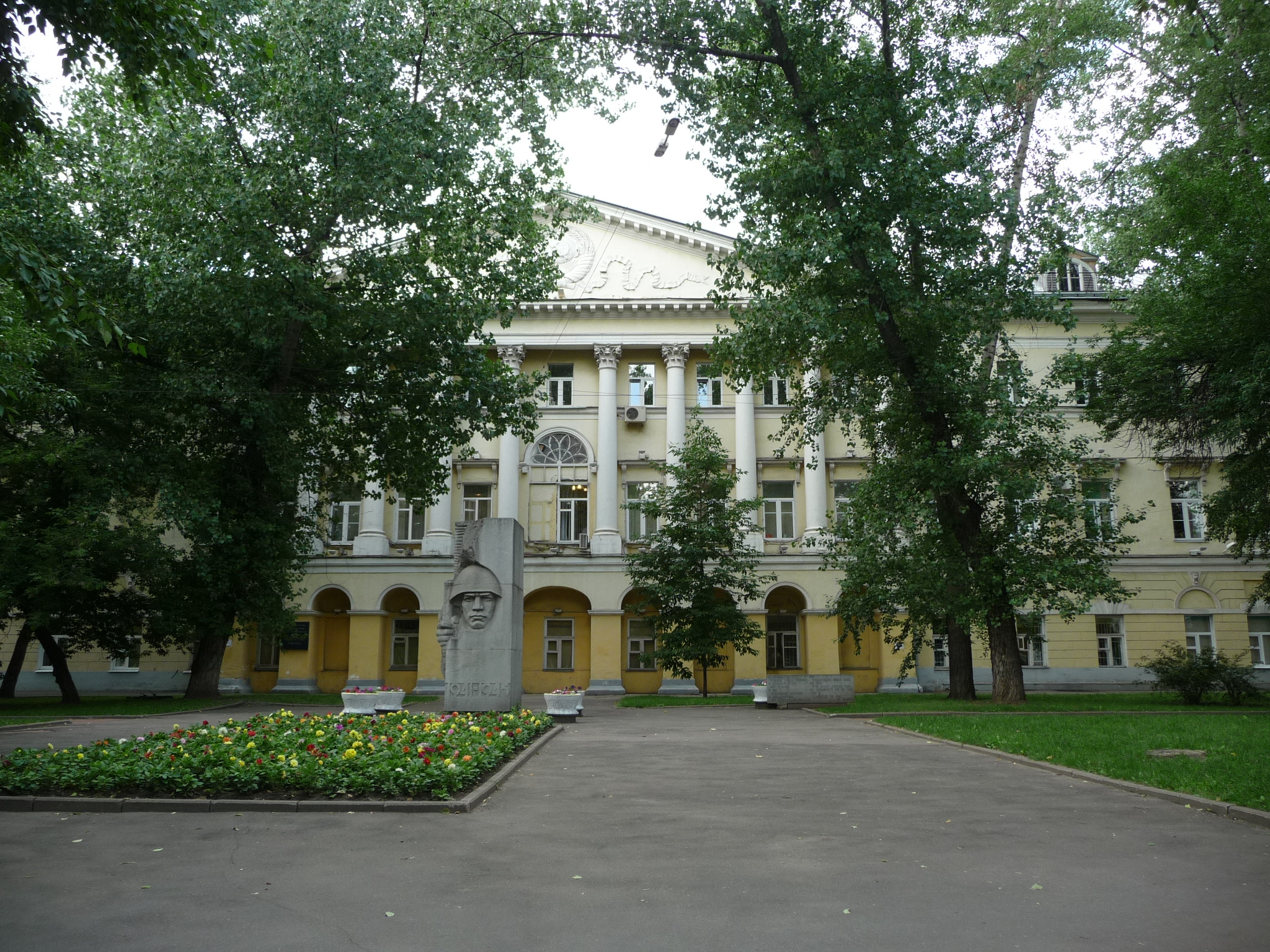
Московский лингвистический университет, ранее — Московское коммерческое училище

Московское коммерческое училище (Московское Императорское коммерческое училище) — среднее учебное заведение для подготовки к поступлению в высшие коммерческие и технические учебные заведения Российской империи.

## История училища
Постановка дела обучения в существовавшем с 1772 года Демидовском училище не устраивала московское купечество и оно с 1796 года финансировало подготовку бухгалтеров в Главном народном училище. Но это не дало результатов и в 1800 году бухгалтерские классы были закрыты. В этом же году, 28 сентября, Демидовское училище было переведено в Санкт-Петербург и Москва осталась без коммерческого учебного заведения.
В 1803 году по предложению городского головы М. П. Губина и при поддержке совместного собрания Купеческого и Мещанского обществ было решено создать Московское коммерческое училище на 50 мальчиков. За основу был взят Устав 1799 года прежнего, уже переведённого в Петербург коммерческого училища. По высочайшему указу императора Александра I от 12 марта 1804 года и было создано Московское Императорское коммерческое училище с преподаванием английского, французского, немецкого и латинского языков. Его устав и права были аналогичны Петербургскому коммерческому училищу; оба они находились в ведении учреждений Императрицы Марии и управлялись почётным опекуном, при участии советов, в состав которых входили представители местного купечества. Училище было открыто 22 июля 1804 года. Первоначально планировалось обучение в нём 80 мальчиков (от 10 до 18 лет): 40 находившихся на иждивении московского купечества воспитанников и 40 пансионеров, обучение которых оплачивалось родителями, родственниками или опекунами; причём в каждом классе было по 10 воспитанников и пансионеров. К моменту открытия училища в него были приняты 10 человек: «4 мещанских детей и 6 купеческих (третьей гильдии) детей» и двое пансионеров (из мещан). Уже во втором приёме, в 1806 году, число желающих поступить воспитанниками превысило число вакансий: было подано 58 прошений — «одно от коммерции советника, 33 от купцов, остальные от мещан»; число учащихся в 1806 году составило 45 человек. В 1809 году вместо планировавшегося к тому времени для трёх классов количества учащихся в 60 человек, училось 80.
На его содержание московским купечеством было решено ежегодно выделять 15 тыс. руб. из средств Купеческого общества, около 150 тыс. руб. было дано на постройку здания.
Первоначально для училища был нанят «дом, состоящий в Москве, в Таганской части, под № 162, со всем в нем жилым и нежилым строением на два года ценою в год по 1.600 р.» тайного советника Н. Я. Аршеневского. В августе 1806 года московским купечеством был приобретён для училища дом у наследников жены бывшего генерал-губернатора Москвы П. Д. Еропкина на Остоженке (дом № 38); переезд состоялся в августе 1808 года, хотя строительные работы продолжались и в 1809 году.
В 20—30-х годах XIX в. около 100 тыс. руб. на библиотеку и учебные кабинеты пожертвовали известные московские купцы К. А. и А. А. Куманины.
Полный курс обучения составлял 8 лет (по два года в каждом классе); в первый класс принимались дети не младше 10 лет. Изучались: закон Божий, русский, английский, французский и немецкий языки, история, география, общая и коммерческая статистика, алгебра, геометрия, физика, химия, естественная история, технология, бухгалтерия, товароведение, правоведение, церковное пение, чистописание, рисование и танцы. Особое значение придавалось изучению иностранных языков; среди 87 надзирателей и воспитателей (эти лица должны были знать хотя бы два иностранных языка), бывших в училище в 1804—1904 годах, только у шести были русские фамилии.
Штатные выпускники Коммерческого училища помимо получения аттестата о среднем профессиональном образовании получали звания кандидата коммерции; удостаивались звания личного Почётного Гражданина, если по рождению своему не принадлежали к высшему званию, а те, кто имели потомственное почётное гражданство, награждались медалями — золотой, для ношения в петлице на Аннинской ленте, или серебряными почётными. Телесные наказания в училище не разрешались. Обычно учебный год в Московском коммерческом училище начинался 20 августа.
Первый выпуск должен был состояться 31 августа 1812 года, но училище вынуждено было эвакуироваться «в самый день вступления неприятеля» из Москвы в Муром, откуда вернулось 14 декабря того же года. Училищное здание было уничтожено пожаром и с декабря 1812 по 1816 год училище находилось в зданиях бывшего Андреевского монастыря, где располагалась Андреевская купеческая богадельня. В 1813 году число учащихся уменьшилось вдвое в сравнении с предыдущим годом (со 120 до 65); из 60 пансионеров осталось только 16, что было чувствительно для финансового состояния учебного заведения. Восстановление училища шло медленно: в 1821 году число учащихся возросло до 104; в 1828 их было — 116; 1845 году — 130 воспитанников. Здание училища начало восстанавливаться только весной 1815 года; причём в новом здании была устроена домовая церковь во имя Марии Магдалины, освящённая 13 февраля 1817 года архиепископом Августином.
В марте 1830 года была введена должность обер-директора — с целью иметь «главное надзирание над учителями, учащимися и экономиею заведения»; первым был назначен сенатор М. А. Салтыков; следующим, с 1849 года, был А. И. Гудович, ставший затем — по новому Уставу от 1851 года — попечителем училища (с 1851 по 1862 гг.).
Борьба правительства и корпоративной купеческой организации за главенство в руководстве училищем, продолжавшаяся со времени его основания, закончилась с принятием в 1851 году нового устава. Главную роль стал играть попечитель училища, утверждаемый императором. В помощь ему избирался Совет училища в составе городского головы и пяти членов из купцов первой гильдии, осуществлявших попечение о содержании училища. Совет мог самостоятельно заведовать суммами и имуществом в размере до 5 тыс. руб. серебром. Операции с более значительными капиталами утверждались императором. Осуществление распоряжений по финансово-хозяйственной части не принадлежало Совету. Им занималось особое правление под руководством директора.

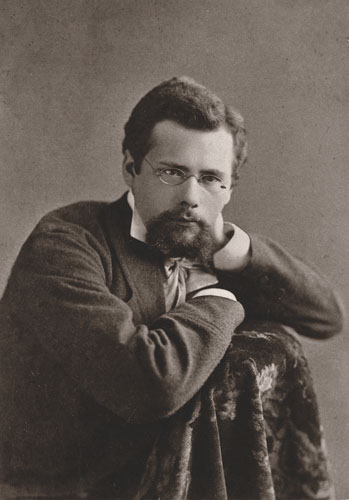
Казначей училища
В. А. Бахрушин

В училище имелись хорошие лабораторные кабинеты, особенно по химии и технологии, превосходившие по оборудованию и оснащению лаборатории многих высших учебных заведений. Была большая хорошо подобранная библиотека, постоянно пополнявшаяся новейшей литературой и множеством отечественных и иностранных периодических, главным образом, естественнонаучных изданий. Училище располагало приспособленными чертежным и рисовальным классами, большим гимнастическим залом. В двух последних классах учащиеся сидели не за партами, а за роскошными конторками. В училище проходили литературно-музыкальные вечера, на которых шла речь о Н. В. Гоголе и В. А. Жуковском в связи с 50-летием их кончины, о поэме А. С. Пушкина «Полтава», о А. С. Грибоедове и Ф. И. Тютчеве. Был вечер памяти П. И. Чайковского, читались лекции о Русском музее и творчестве художника В. В. Верещагина в связи с его гибелью при взрыве броненосца Петропавловск в Порт-Артуре. В училище, благодаря личным качествам преподавателей и хорошему научному оборудованию и пособиям в конце XIX века резко усилилось естественнонаучное образование; обучение проводили профессор Московского сельскохозяйственного института Н. Н. Худяков, химик А. Н. Реформатский, химик-технолог Я. Я. Никитинский, профессор ботаники С. Ф. Нагибин.
Учившийся в Коммерческом училище будущий советский писатель и публицист М. Д. Ройзман в изданных в 1973 г. воспоминаниях о Есенине даёт ряд адаптированных для советского читателя тех лет зарисовок из жизни училища:

Особенный трепет вызывал попечитель училища гофмейстер императорского двора князь Жедринский, напоминавший в своем сплошь вызолоченном мундире начищенный до блеска медный самовар. Он не одобрил выпущенный старшими классами рукописный журнал «Рассвет». В нём были помещены мои первые стишки. Были у меня и другие, и я дал их почитать учителю русской словесности Хитрову. Дней через пять статский советник П. И. Хитров отдал мне стихи.
После заседания меня представили Сергею Глаголю. Потом я зашел к нему домой (он жил в одном из переулков Остоженки) и занес ему три моих рассказа. Помню, говорили мы о том происшествии, которое случилось в нашем училище в 1912 году (год реакции). Кто-то донес инспектору, что у ученика 6-го класса Гудкова в парте лежат прокламации. Ученика посадили, инспектору дали орден.
— Ройзман, Матвей Давидович Всё, что помню о Есенине
На внешней стене здания училища ещё до 1917 года были помещены мемориальные доски напоминавшие о том, что здесь учились Иван Александрович Гончаров и Сергей Михайлович Соловьёв. В начале 1980-х годов они были заменены новыми.
В Адресной книге «Вся Москва» за 1908 год указано, что плата за пансион составляла 400 руб., а за приходящих 150 руб. в год.
В результате гражданской войны начала XX века Московское коммерческое училище прекратило свою деятельность, дом был занят одним из первых рабфаков и индустриально-педагогическим институтом имени К. Либкнехта.

## Здание училища

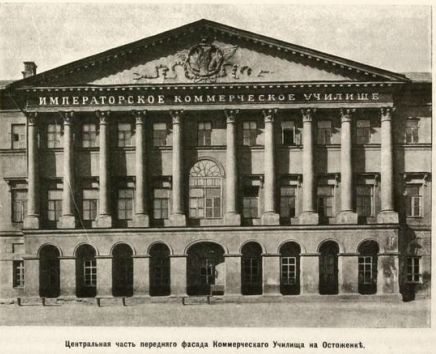
Императорское Коммерческое училище

В основе здания — палаты, выстроенные в 1720—30-х годах князем Д. А. Кольцовым-Мосальским и кабинет-секретарём Петра I А. В. Макаровым. В 1764—1772 годах был возведён усадебный дом для П. Д. Еропкина. Обстановка и убранство дома, включавшего домовую церковь, отличались большой роскошью. В 1806 году усадьба передана Коммерческому училищу. В 1807—1808 годах здание расширил и перестроил архитектор Д. И. Жилярди. Позже оно переделывалось внутри, были пристроены корпуса по переулкам. Монументальный трёхэтажный объём, отделанный в стиле классицизма, стоит в глубине двора. Центр фасада выделен десятиколонным портиком, окна украшены сандриками, стены — рустом и лепными маскаронами. В первом этаже сохранились палаты со сводчатыми перекрытиями, во втором — помещение церкви Марии Магдалины, устроенной в помещении бывшей спальни, на верхнем этаже, и освящённой 13 февраля 1816 года; в ходе крупного ремонта училища церковь была перенесена в другое помещение — нижний актовый зал, где вновь освящена 21 марта 1854 года. (сохранились росписи 1900-х годов, предположительно, работы М. В. Нестерова и В. М. Васнецова).

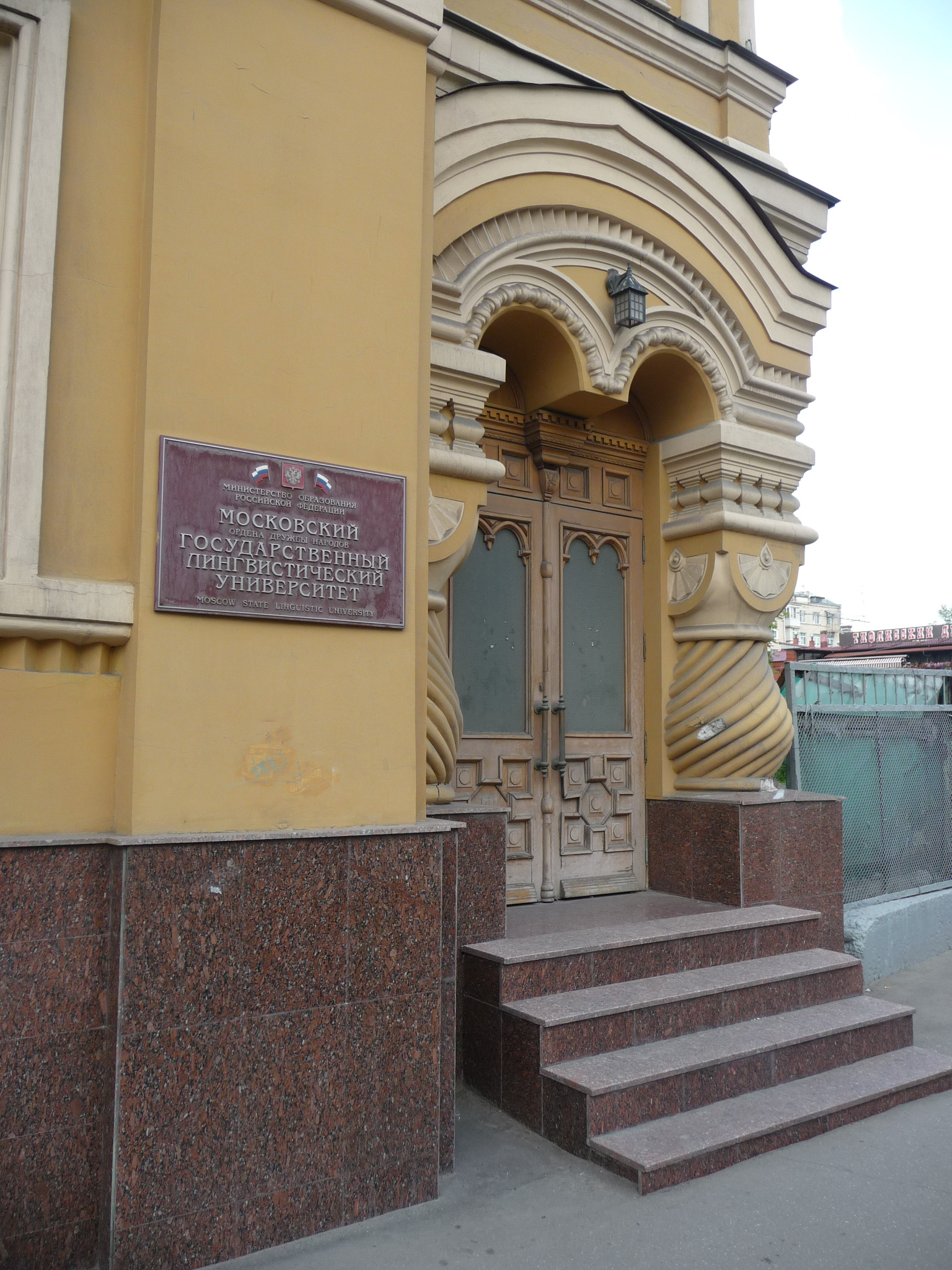
Лингвистический университет

Перед зданием в 1967 году был установлен памятник погибшим воинам 5-й дивизии народного ополчения, которая здесь формировалась.
Ныне в здании — основной корпус Лингвистического университета.

## Выпускники
См. также: Выпускники Московского коммерческого училища
- Ефрем Барышёв — русский поэт и переводчик, друг И. А. Гончарова.[15]
- Николай Вавилов — Поступил в училище по воле отца. Полностью погруженный в дела собственного торгового дома, И. И. Вавилов считал, что и для его сыновей прямой путь в жизни идет через коммерческое образование, полезное для торговой деятельности. Впервые имя Николая Вавилова появилось в памятной книжке Московского коммерческого училища за 1898/1899 учебный год. В ней отмечалось, что ему 11 лет, что он православный, сын мещанина, приходящий и учится в 1 Б классе, где воспитателем был преподаватель немецкого языка Р. К. Коске. Учился Вавилов без особого энтузиазма. В сведениях об окончивших в 1906 году полный курс Московского коммерческого училища Вавилов значился лишь в пятом разделе, но и это принесло ему звание кандидата коммерции и личного почетного гражданина[8]. По окончании хотел поступать в Московский университет, но, не желая терять год на подготовку к экзаменам по латинскому языку[16] в 1906 году поступил в Московский сельскохозяйственный институт.
- Сергей Вавилов — в 1909 году поступил на физико-математический факультет Московского университета.
- Сергей Зимин — окончил училище в 1896 году.
- Николай Лавров
- Иван Мясницкий — после окончания училища в 1868 году стал работать в конторе издательства своего отца, К. Т. Солдатёнкова.
- Иван Пономарёв — окончил училище в 1900 году.
- Яков Протазанов — после окончания в 1900 году училища работал продавцом в московском АО «Шрадер и К».
- Владимир Родионов — (окончил с золотой медалью в 1897). В 1901 году окончил Дрезденский политехнический институт с дипломом инженера-химика 1-й степени.
- Матвей Ройзман — (окончил с серебряной медалью в 1914). После окончания училища он принимал участие в деятельности «Общества бывших воспитанников Московского коммерческого училища». На одном из заседаний в 1915 году он познакомился известным критиком Сергеем Глаголем (доктор С. С. Голоушев), который много лет назад тоже учился в Московском коммерческом училище. Готовясь к поступлению в Московский университет, сдал экстерном латинский язык.
- Андрей Севастьянов — окончил училище в 1905 году.
- Александр Ушаков
- Алексей Шубников[4].

## Учились
- Семён Аралов

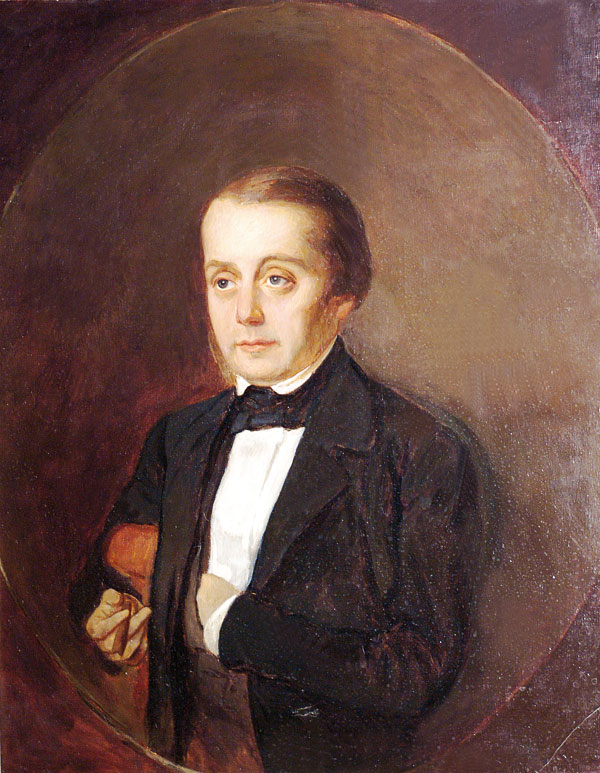
И. А. Гончаров

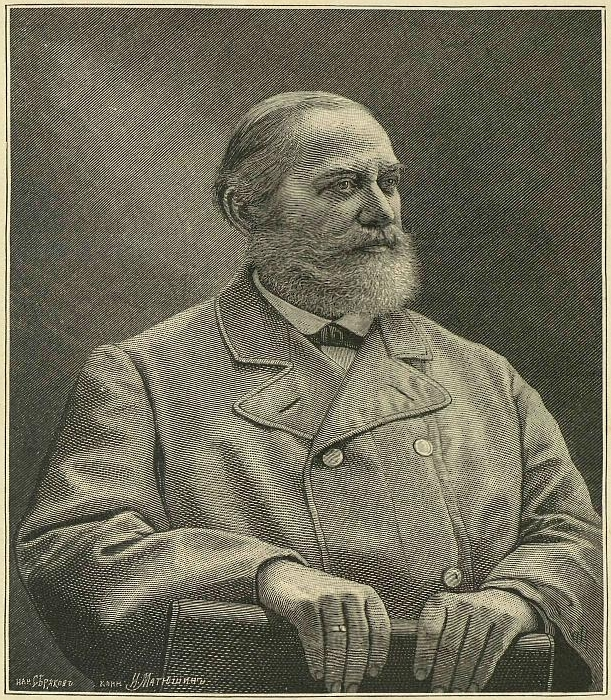
С. М. Соловьёв

- Иван Гончаров — в 1822 году был отправлен в Москву для обучения в коммерческом училище. Выбор учебного заведения был сделан по настоянию матери. Восемь лет провёл Гончаров в училище. Эти годы были для него трудны и малоинтересны. Гончарову удалось убедить в этом мать, и та написала прошение об исключении его из списка пансионеров. В 1831 году он, сдав экзамены, поступил в Московский университет.
- Братья Фёдор и Дормидонт Плевако — поступили в училище в 1851 году, были в числе лучших учеников, но вынуждены были продолжить обучение с 1853 года в 1-й московской гимназии.
- Сергей Соловьёв

## Преподаватели
См. также: Преподаватели Московского коммерческого училища
- Артоболевский, Иван Алексеевич — с 1905 года законоучитель училища и настоятель храма Марии Магдалины.
- Барышев, Иван Ефремович — естественная история и товароведение (с 1840); был директором училища.
- Геннекен, Иван Пётр — преподавал французскую словесность.
- Глаголев, Александр Николаевич — не позже 1897 года стал преподавать математику.
- Зограф, Николай Юрьевич — зоология (1874—1884)
- Каменецкий, Тит Алексеевич — история, география и статистика (с 1815); длительное время был директором училища.
- Кряжев, Василий Степанович — с июля 1806 года преподаватель русского, французского и немецкого языков; уже 1 октября того же года вышел в отставку. Впоследствии стал директором училища.
- Михайлов, Владимир Петрович — преподаватель  математики, физики и космографии[17]
- Никитинский, Яков Яковлевич — преподаватель химии
- Покровский, Иван Осипович — законоучитель
- Рогов, Андрей Петрович — арифметика и начала алгебры (1804—1811)
- Рождественский, Владимир Васильевич[18]
- Соловьёв, Михаил Васильевич (1791—1861) — законоучитель в 1817—1860 годах[19].
- Сомов, Осип Иванович — преподавал математику в 1839—1841 годах.
- Топоров, Николай Силыч — преподавал физику и химию в 1831—1850 годах.
- Фохт, Богдан Иванович — преподавал немецкий язык[20].
- Щедритский, Измаил Алексеевич — российская словесность, статистика, коммерческая география

## Директора
- Рост, Яков Иванович (9 июля 1804— май 1808)
- Кряжев, Василий Степанович (1808—1814)
- Кронеберг, Иван Яковлевич (1814—1818)
- Каменецкий, Тит Алексеевич (1818—1838)
- Страхов, Пётр Илларионович (1839—1845)
- Баршев, Сергей Иванович (1845—1849)
- Попов, Павел Михайлович (1849—1858)
- Барышев, Иван Ефремович (1858—1869)
- Блудов-Андре, Александр Александрович (1869 — не позже 1893)
- Козырев, Константин Николаевич[21] (ранее 1897 — ?)
- Цветаев, Дмитрий Владимирович[22] (около 1909?)

## Примечания

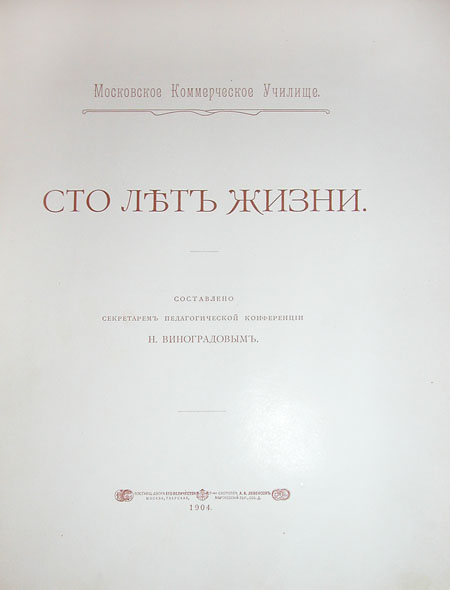
Московское коммерческое училище.
100 лет жизни